# Pedrisses
La Pedrisses és una serra situada al municipi de Queralbs a la comarca del Ripollès, amb una elevació màxima de 2.565 metres.